# Рубенчик, Лев Иосифович
Лев (Лейб) Ио́сифович Рубе́нчик (3 апреля 1896, Одесса — 14 декабря 1988, Киев) — советский учёный-микробиолог, профессор (1927), член-корреспондент АН УССР (1939). Лауреат Премии Совета Министров СССР.

## Биография
Родился в Одессе, в семье Иосифа-Лейба Рубенчика и Сарры Мошковны Тепер. В 1922 г. окончил Одесский  институт народного образования,  в котором затем работал. В 1927-31 гг. преподавал в Одесском институте технологии зерна и муки, в 1933-41 гг. в Одесском государственном университете. С 1929 г. работал в Украинском НИИ курортологии и бальнеологии. С 1944 г. — заведующий отделом общей и почвенной микробиологии Института микробиологии и вирусологии АН УССР.
Сын — учёный-биолог, профессор Борис Львович Рубенчик.

## Научная деятельность
Научные сферы Л. И. Рубенчика: различные области микробиологии воды, почвы, коррозии, производства удобрений, бальнеологии, биологической фиксации азота.
Л. И. Рубенчик исследовал биологию почвенных микробов, что помогло созданию и применению бактериальных удобрений. Открыл сульфатредуцирующие микроорганизмы, названные его именем, которые оказались важными для борьбы с коррозией в метрополитенах. Стоял у истоков развития космической микробиологии. Автор 180 научных работ. Подготовил более 40 докторов и кандидатов наук.

## Научные монографии
1. Рубенчик Л. Й. Використання мікробів для підвищення врожайності сільськогосподарських рослин.— К.: Изд-во АН УССР, 1945.— 102 с.
2. Рубенчик Л. И. Сульфатредуцирующие бактерии.— М.-Л.: Изд-во АН СССР, 1947.— 96 с.
3. Рубенчик Л. И. Микроорганизмы и микробиальные процессы в соляных водоемах Украины.— К.: Изд-во АН УССР, 1948.— 118 с.
4. Рубенчик Л. И. Академик В. Л. Омелянский.— К.: Киевский Гос. Университет им. Т. Г. Шевченко, 1955.— 56 с.
5. Рубенчик Л. И. Азотобактер и его применение в сельском хозяйстве.— К.: Изд-во АН УССР, 1960.— 328 с.
6. Рубенчик Л. И. Микроорганизмы — биологические индикаторы.— К.: «Наукова думка», 1972.— 163 с.
7. Рубенчик Л. И. Поиск микроорганизмов в космосе.— К.: «Наукова думка», 1979, 1983.— 132 с.

## Награды

### Ордена и медали
- Орден Трудового Красного Знамени
- Медаль «За доблестный труд в Великой Отечественной войне 1941—1945 гг.»

### Премии
- Премия Совета Министров СССР
- Премия им. академика Д. К. Холодного

### Почётные звания
- Диплом Всесоюзного общества знания СССР
- Почётный член Всесоюзного микробиологического общества СССР.